# Le Housseau-Brétignolles

Le Housseau-Brétignolles este o comună în departamentul Mayenne, Franța. În 2009 avea o populație de 231 de locuitori.